# Austrochthonius chilensis
Espèce
Synonymes
- Chthonius chilensis Chamberlin, 1923

Austrochthonius chilensis est une espèce de pseudoscorpions de la famille des Chthoniidae.

## Distribution
Cette espèce se rencontre au Chili et en Argentine.

## Description
La femelle holotype mesure 1,35 mm.

## Liste des sous-espèces
Selon Pseudoscorpions of the World (version 3.0) :
- Austrochthonius chilensis chilensis (Chamberlin, 1923)
- Austrochthonius chilensis magalhanicus Beier, 1964
- Austrochthonius chilensis transversus Beier, 1964

## Étymologie
Son nom d'espèce, composé de chil[e] et du suffixe latin -ensis, « qui vit dans, qui habite », lui a été donné en référence au lieu de sa découverte, Chili.

## Publications originales
- Chamberlin, 1923 : On two species of Pseudoscorpion from Chile with a note in one from Sumatra. Revista Chilena de Historia Natural, vol. 27, p. 185-192.
- Beier, 1964 : The zoological results of Gy. Topal's collectings in South Argentina. 15. Pseudoscorpionidea. Annales Historico Naturales Musei Nationalis Hungarici, vol. 56, p. 487-500.
- Beier, 1964 : Die Pseudoscorpioniden-Faunas Chiles. Annalen des Naturhistorischen Museums in Wien, vol. 67, p. 307-375 (texte intégral).